# Thillombois
Thillombois és un municipi francès situat al departament del Mosa i a la regió del Gran Est. L'any 2007 tenia 33 habitants.

## Demografia

### Població
El 2007 la població de fet de Thillombois era de 33 persones. Hi havia 16 famílies, de les quals 4 eren unipersonals (4 homes vivint sols), 4 parelles sense fills, 4 parelles amb fills i 4 famílies monoparentals amb fills.
La població ha evolucionat segons el següent gràfic:
Habitants censats

### Habitatges
El 2007 hi havia 18 habitatges, 13 eren l'habitatge principal de la família, 3 eren segones residències i 3 estaven desocupats. 17 eren cases i 1 era un apartament. Dels 13 habitatges principals, 10 estaven ocupats pels seus propietaris, 1 estava llogat i ocupat pels llogaters i 2 estaven cedits a títol gratuït; 1 tenia una cambra, 5 en tenien tres, 3 en tenien quatre i 4 en tenien cinc o més. 8 habitatges disposaven pel capbaix d'una plaça de pàrquing. A 6 habitatges hi havia un automòbil i a 6 n'hi havia dos o més.

### Piràmide de població
La piràmide de població per edats i sexe el 2009 era:
| Homes | Edats   | Dones |
| ----- | ------- | ----- |
| 0     | 95 o +  | 0     |
| 0     | 90 a 94 | 0     |
| 0     | 85 a 89 | 0     |
| 0     | 80 a 84 | 0     |
| 0     | 75 a 79 | 0     |
| 0     | 70 a 74 | 4     |
| 0     | 65 a 69 | 0     |
| 0     | 60 a 64 | 4     |
| 4     | 55 a 59 | 0     |
| 0     | 50 a 54 | 4     |
| 0     | 45 a 49 | 0     |
| 0     | 40 a 44 | 0     |
| 4     | 35 a 39 | 0     |
| 0     | 30 a 34 | 4     |
| 0     | 25 a 29 | 0     |
| 0     | 20 a 24 | 0     |
| 0     | 15 a 19 | 0     |
| 0     | 10 a 14 | 0     |
| 0     | 5 a 9   | 0     |
| 0     | 0 a 4   | 0     |

## Economia
El 2007 la població en edat de treballar era de 24 persones, 15 eren actives i 9 eren inactives. De les 15 persones actives 14 estaven ocupades (8 homes i 6 dones) i 1 aturada (1 dona i 1 dona). De les 9 persones inactives 3 estaven jubilades, 2 estaven estudiant i 4 estaven classificades com a «altres inactius».
Activitats econòmiques
L'any 2000 a Thillombois hi havia 3 explotacions agrícoles que ocupaven un total de 387 hectàrees.

## Poblacions més properes
El següent diagrama mostra les poblacions més properes.